# Ruleta rusa
Ruleta rusa è il terzo album in studio del cantautore spagnolo Joaquín Sabina, pubblicato nel 1984.

## Tracce
1. Ocupen su localidad – 3:24
2. Telespañolito – 5:46
3. Caballo de cartón – 4:14
4. Guerra mundial – 3:50
5. Negra noche – 4:38
6. Eh, Sabina!! – 3:39
7. Juana la loca – 5:35
8. Ring, Ring, Ring – 4:06
9. Pisa el acelerador – 3:38
10. Por el tunel – 5:08